# Салмачинский сельсовет
Салмачинский сельсовет (тат. Салмачы авыл советы, Salmaçı awıl sovetı) — административно-территориальная единица в Казанской губернии, Татарской АССР и Республике Татарстан.
Административный центр — село Салмачи.

## История
Салмачинский сельсовет был образован в 1918 году в составе Воскресенской волости Казанского уезда той же губернии. С 1920 по 1927 год в составе той же волости Арского кантона Татарской АССР; в 1927 году вошёл в состав Казанского района.
Во время укрупнения сельсоветов в Казанском районе в 1932 году в состав сельсовета был включён Вознесенский сельсовет полностью, селение Кабачищи Чернопенского сельсовета; селение Ильинский передано в состав Куюковского сельсовета.
После разукрупнения Казанского района в 1938 году оказался в Столбищенском районе. На тот момент сельсовет состоял из четырёх населённых пунктов, в которых проживало 1584 человек в 407 хозяйствах, из них 321— хозяйства колхозников, 20 — единоличников, 66 — рабочих и служащих.
В 1958 году перечислен в состав Лаишевского района. Во время административно-территориальной реформы 1960-х годов в 1963—1966 годах входил в состав Пестречинского укрупнённого сельского района, после его разукрупнения остался в составе Пестречинского района.
В 1965 годы году н.п. Вознесенское был передан Константиновскому сельсовету.
В 1993 году году в состав сельсовета включён н.п. Куюки Богородского сельсовета.
Упразднён в 2001 году, когда Салмачи и Вишнёвка (бывшие Кабачищи) были включены в состав Казани; Куюки были переданы Богородскому сельсовету.

## Население
Население сельсовета составляло 1353 чел. в 1923 году, 1584 чел. в 1938 году, 1361 чел. в 1997 году.

## Колхозы
В 1949 году на территории сельсовета действовали 3 колхоза:
- «2-й съезд колхозников» (Салмачи),
- имени Баумана (Вознесенское),
- «4-й год пятилетки» (Кабачищи)[13].